# Vinny Appice
Vinny Appice (Brooklyn, 13 september 1957) is een Amerikaanse heavy metal- en rockdrummer die vooral bekend staat om zijn werk met de bands Dio, Black Sabbath en Heaven & Hell. Van Italiaanse afkomst is hij de jongere broer van drummer Carmine Appice.

## Biografie
Appice begon op negenjarige leeftijd met drummen en volgde lessen bij dezelfde leraar als zijn broer Carmine Appice. Op 16-jarige leeftijd ontmoetten Appice en zijn band BOMF John Lennon in de Record Plant Studios. Lennon zag wel iets in de band en gebruikte ze als begeleidingsband bij verschillende optredens, waaronder de laatste voor zijn dood. Hij ging verder met opnemen met Rick Derringer op Derringer (1976), Sweet Evil (1977) en Derringer Live (1977), voordat hij zijn eigen band Axis vormde en It's A Circus World (1978) opnam.
Appice voegde zich bij Black Sabbath tijdens de tournee ter ondersteuning van het album Heaven and Hell in 1980. Hij werd snel binnengehaald om de oorspronkelijke drummer Bill Ward te vervangen, die de band halverwege de tournee verliet vanwege persoonlijke problemen. Appice arriveerde voor zijn eerste show met Black Sabbath in het Aloha Stadium in Hawaï met zijn hele drumstel ingepakt in de kofferbak van een auto. Hij werd gedwongen om de nummers van de band op het podium te leren, waarbij hij haastig geschreven spiekbriefjes gebruikte voor elk onbekend nummer. Een plotselinge regenbui deed de inkt over Vinny's aantekeningen vloeien. Volgens een interview bij NAMM in 2012 verklaarde Vinny dat hij aan het einde van de show tijdens de buigingen het notitieboekje in de menigte gooide. Appice verscheen vervolgens op de Black Sabbath-albums Mob Rules (1981) en Live Evil (1982).
Eind 1982 verliet hij Black Sabbath samen met zanger Ronnie James Dio en formeerde de band Dio. Ze namen Holy Diver (1983), The Last in Line (1984), Sacred Heart (1985), Intermission (1986) en Dream Evil (1987) op. In december 1989 verliet Appice Dio en werkte kort samen met Dokken-bassist Jeff Pilson in de band Flesh & Blood.
Nadat hij in 1990 lid was geworden van World War III, keerde hij in 1992 terug naar Black Sabbath voor het album Dehumanizer en de tournee. Appice voegde zich weer bij Dio en ze namen Strange Highways (1994) en Angry Machines (1996) op.
Voorafgaand aan de 1996-tournee speelde Appice drums voor de in Las Vegas gevestigde gitarist Raven Storm op zijn album The Storm Project, waarbij ook de oude Dio-technicus en producent Angelo Arcuri betrokken was. Arcuri was ook een jeugdvriend van de gebroeders Appice.
In 2005 verscheen Appice op een rapopname van Circle of Tyrants, wiens bezetting Necro, Ill Bill, Goretex en Mr Hyde omvatte, ook in samenwerking met Alex Skolnick. Appice speelde in oktober 2009 twee shows in Las Vegas met de Sin City Sinners. Appice voegde zich in 2006 weer bij zijn Black Sabbath-bandleden Ronnie James Dio, Geezer Butler en Tony Iommi als Heaven & Hell, toerde en bracht het studioalbum The Devil You Know uit, voorafgaande aan Dio's overlijden in 2010.
In 2006 nam hij de cd Dinosaurs op, samen met Carl Sentance, Carlos Cavazo en Jeff Pilson. De cd werd geproduceerd door gitarist-muzikant Andy Menario (leider van de band Martiria) en bevatte teksten van de Italiaanse dichter Marco Roberto Capelli, die ook de tekstschrijver van Martiria is.
Hij nam ook deel aan Drum Wars-shows met zijn broer Carmine, met een gastoptreden van zanger Paul Shortino.
Appice formeerde de band Kill Devil Hill met voormalig Down en Pantera-bassist Rex Brown, gitaarslinger Mark Zavon en zanger Dewey Bragg. Het titelloze debuutalbum van Kill Devil Hill werd op 22 mei 2012 uitgebracht via Steamhammer/SPV en belandde op nummer 9 in de Billboard Top New Artist Albums (HeatSeekers) Chart, nummer 41 in de Top Hard Music Chart en nummer 50 in de Independent Album Chart.
Na de dood van Dio-frontman Ronnie James Dio in 2010, werd de oorspronkelijke bezetting van Vinny Appice op drums, Jimmy Bain op bas, Vivian Campbell op gitaar en Claude Schnell op keyboards herenigd met zanger Andrew Freeman om covers van Dio-nummers uit te voeren die ze oorspronkelijk hadden opgenomen.
Op 25 november 2013 werd aangekondigd dat Appice de nieuwe band WAMI had geformeerd met zanger Doogie White, bassist Marco Mendoza en de 16-jarige Poolse gitarist Iggy Gwadera. Op 12 februari 2014 werd onthuld dat de titel van het aankomende album Kill the King zou zijn, dat in het voorjaar zou verschijnen. Op 25 februari werden de albumhoes en de tracklist onthuld.
Op 10 maart 2014 werd aangekondigd dat Appice Kill Devil Hill had verlaten en dat de voormalige Type O Negative-drummer Johnny Kelly zijn vervanger was.
Last in Line begon in april 2014 met het opnemen van nummers voor een nieuw album met oorspronkelijk materiaal, gevolgd door de publicatie van een fragment van het nieuwe nummer Devil in Me in juni. Het album, geproduceerd door voormalig Dio-bassist Jeff Pilson, zou begin 2016 uitkomen.
Begin 2014 trad Appice toe tot de hardrockband Hollywood Monsters, waar hij speelde op het album Big Trouble (op 8 van de 11 nummers) dat in 2014 werd uitgebracht bij Mausoleum Records. Het album bevat Steph Honde op zang en gitaar, Tim Bogert op bas, Don Airey op keyboards en Paul Di'Anno op leadzang op het bonusnummer. In hetzelfde jaar was Appice te gast op het album Primitive Son van Eli Cook.
In 2015 werd aangekondigd dat Appice zou verschijnen op de ep Mainly Songs About Robots van de Australische progressieve rockband Toehider, die in september 2015 zou worden uitgebracht. Een week later, op 17 november, bracht Last in Line een muziekvideo uit voor hun première-single Devil in Me en kondigde aan dat hun debuutalbum Heavy Crown zou worden uitgebracht op 19 februari 2016. De band zou een studioalbum uitbrengen van oorspronkelijk materiaal zonder Schnell. In hetzelfde jaar werd Appice uitgenodigd om te drummen voor een nieuw project van Whitesnake en voormalig Night Ranger-gitarist Joel Hoekstra, genaamd Joel Hoekstra's 13, met het album Dying to Live, uitgebracht op 16 oktober.
Op 30 september werd de nieuwe band Resurrection Kings aangekondigd. De band werd geformeerd door Appice met voormalig Dio-gitarist Craig Goldy, Sean McNabb op bas en Chas West op zang.
Op 18 januari 2017 werd Vinnie ingewijd in de Hall of Heavy Metal History voor zijn bijdragen aan heavy metal-drummen.